# Randwijk
Randwijk is een dorp in de Nederlandse gemeente Overbetuwe, gelegen ten westen van Heteren en ten noorden van Indoornik in de provincie Gelderland. Op 1 januari 2023 had Randwijk 1.460 inwoners.

## Geschiedenis
Randwijk kent een rijke geschiedenis, die teruggaat tot in de Romeinse tijd. Het huidige Randwijk lag aan de noordgrens van het Romeinse Rijk aan de limes. Er zijn aanwijzingen dat de Romeinen in Randwijk een castellum bouwden. Volgens archeologen zou er tussen de teruggevonden Romeinse forten in Arnhem-Meinerswijk en Fectio (Vechten) nog een castellum moeten liggen (naast vermoede castella in Kesteren en Maurik (Mannaricium)). De meest logische plek is Randwijk, omdat het strategisch tegenover twee beekdalen in de Veluwe ligt. Bij het huidige Lexkesveer was in de Romeinse tijd een oversteekplaats tussen een belangrijke noord-zuidroute en de limesweg. De locatie ligt ook precies halverwege de route tussen de castella in Kesteren en Arnhem. In de tijd dat de Rijn nog vrij meanderde, lag hier dus een doorwaadbare plaats, die later steeds dieper moet zijn geworden. Dat klopt met de door de Romeinen beschreven klimaatsverandering: het is in de Betuwe door de eeuwen heen steeds natter geworden. Vanaf de (vroege) middeleeuwen wordt namelijk nergens vermelding gemaakt van een 'voorde' of 'forde'.
Na de Bataven werd het land bewoond door Salische Franken en Chamaven, daarna geruime tijd door de Saksen.

### Middeleeuwen
Graaf Balderik en zijn vrouw Adela van Hamaland schonken in 1003 'tot heil hunner zielen', dat wil zeggen ten behoeve van de abdij die de aartsbisschop Heribert van Keulen voornemens was te stichten in Deutz, "Altinge et Villepo et Reinwigh, sciliet tres curtes nostras". In 1256 werden deze drie hoven, nl. te Eltingen, Velp en Rijnwijk, aan de graaf van Gelre verkocht tegelijk met Wijk (Wick)(bij Duurstede). De naam Randwijk zou een verbastering kunnen zijn van 'Rijnwijk' of in Oudnederlands 'Rinwic' (in Oudduits: Reinwich). Handelscentra aan rivieren of aan de kust droegen vanaf de achtste eeuw vaak in hun naam het achtervoegsel -wic. Een wic is een wijkplaats of haven, een plaats voor de koopman om te overwinteren en zijn goederen op te slaan.
Vanaf 1003 maakte Randwijk deel uit van de Abdij Deutz. In het jaarverslag dat de secretaris van de abt over het jaar 1155-1156 uitbracht, werd geklaagd dat de hofgoederen in Rinwich maar weinig opleverden, omdat ze telkens te lijden hadden van overstromingen: de snoek had daar geen hinder van, het koren des te meer. Er bestaat een oorkonde uit het jaar 1177 waarin graaf Gerard, zoon van Heinric graaf van Gelre, vertelt dat bij een bezoek dat hij aan Utrecht bracht "de burgers ondersteund door de bisschop zelf en de dienstmannen der Utrechtsche kerk, hem ernstig geklaagd hebben over de afpersingen, waaraan de Utrechtsche handelaars bloot stonden in Rinwic." Hier is rond die tijd namelijk een 'stapelplaats' of stapel gevestigd, die overigens niet lang stand heeft gehouden. Er zijn bronnen die erop duiden dat Balderik, die ook graaf in de Betuwe was, hier al in het begin van de 11e eeuw een bestuurscentrum voor de Betuwe had gevestigd, waar een (versterkte) stapelplaats zeker deel van uitgemaakt zal hebben. Hergebruik van (delen van) het castellum- analoog aan bijvoorbeeld Utrecht- valt niet uit te sluiten. Randwijk was voor de vestiging van een stapel bijzonder goed gelegen: het ligt op het punt waar de Rijn het graafschap Gelre verliet. Koopmansgoederen die uit zee aangevoerd werden, konden dus langs de Rijn alleen het graafschap binnenkomen via de stapel van Randwijk. Een ander voordeel: bij Lakemond komt de Oude Lek samen met de Rijn, en ook de communicatie met de Maas (nu via Wijk bij Duurstede langs de Nieuwe Lek) moet dus toen van Randwijk zijn uitgegaan. Wellicht dat de teloorgang van de stapel ook met de (vele) overstromingen te maken heeft gehad. De handelsrol is waarschijnlijk door het hoger gelegen (Nieuw) Wageningen overgenomen.
Tussen Randwijk en Wageningen ligt een eeuwenoude veerverbinding over de Nederrijn: het tegenwoordige Lexkesveer. Deze verbond de Veluwe via de middeleeuwse Holleweg bij Wageningen met Nijmegen.

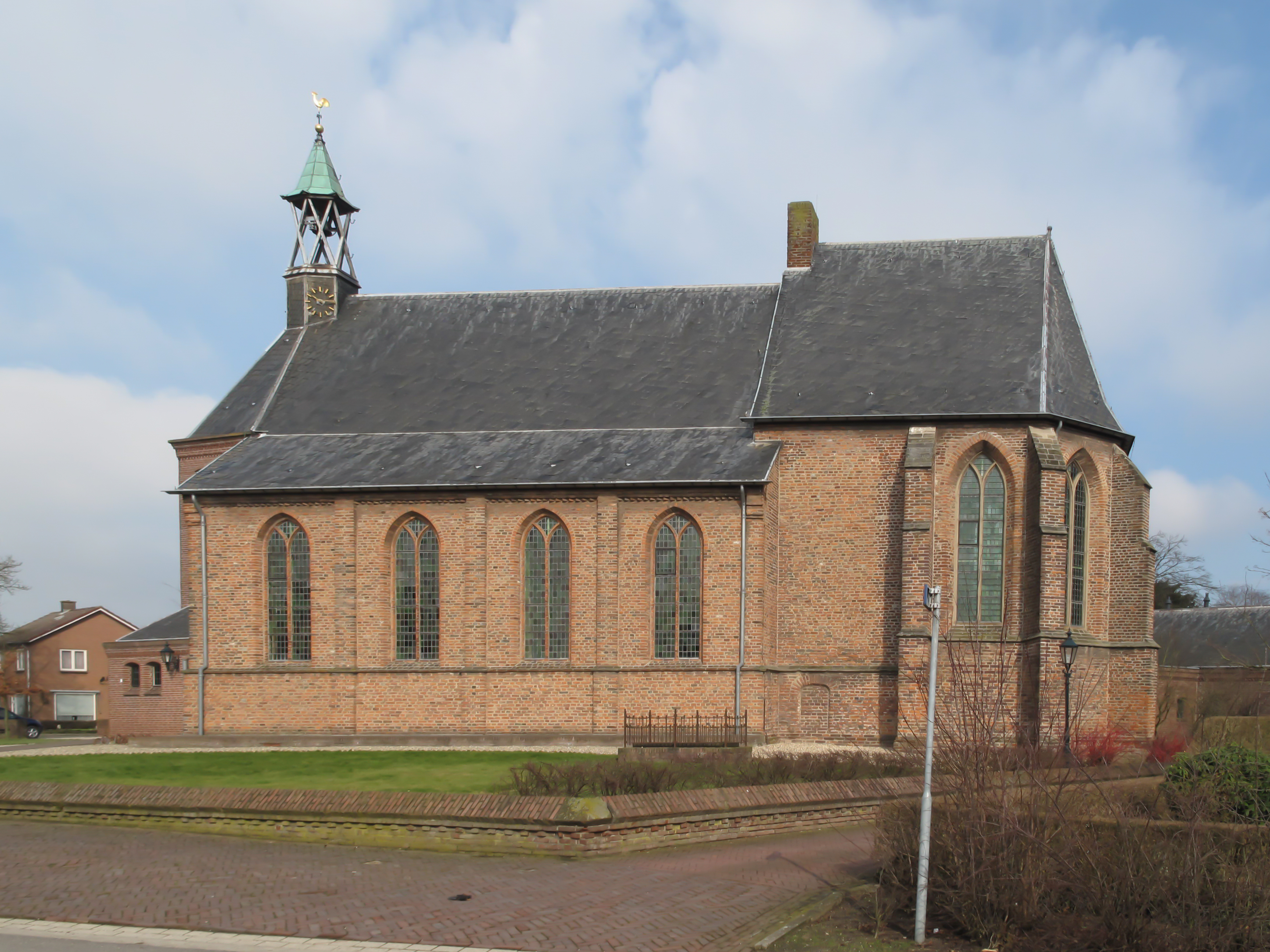
Randwijk, kerk

Een andere vermelding van Randwijk is die van de kerk op een kerkenlijst uit 1395 van de Domfabriek, de administratieve beheerseenheid voor de bouwactiviteiten van de Dom te Utrecht. De Heren van Randwijk speelden een belangrijke rol in de Gelderse adel. De letter d in Randwijk is nog jong, niet ouder dan de tweede helft van de 14de eeuw. De plaats heette vroeger Ranwic, nog vroeger Rinwic, en het geslacht Van Randwijk stamt af van Wilhelmus de Renwic, vermeld in 1299.
Behalve buurtschappen vormden zich spoedig kerspelen (R.K. gemeenten, kerkdorp, parochie), die alles omvatten wat met de kerk en ook de school samenhing. Vaak was de grens van een buurtschap hetzelfde als die van een kerspel, soms omvatte één kerspel meerdere buurtschappen. In 1232 wordt voor het eerst “Insula de Hetere” vermeld. Met insula wordt vermoedelijk “eiland” bedoeld, omdat men in het rivierengebied op hoger gelegen gronden bouwde. Heteren, Randwijk, Indoornik en Lakemond hadden ieder een eigen heer. In de latere Middeleeuwen werd het noodzakelijk dat verschillende zaken centraal geregeld werden, onder andere het dijkwezen, de waterafvoer en de rechtspraak. Bovendien werd de macht van graven en hertogen groter. Toen ontstonden de ambten. Randwijk viel onder het Ambt Over Betuwe, met als zetel Elst. De rechtspraak had een onderverdeling in panderambten of scholambten met aan het hoofd een Scholtus (schout). Het panderambt Heteren omvatte Heteren, Driel en Randwijk.
Tussen Randwijk en Heteren stond tot 1522 het kasteel Nijburg, een bezit van de graven van Berg.

### Franse tijd
Tijdens de Franse overheersing wordt de uitdrukking municipaliteit (gemeentebestuur) geïntroduceerd. In de grondwet van 1805 en 1806 werd het land verdeeld in departementen, arrondissementen, cantons en mairien (gemeenten). Het Mairie Heteren behoorde tot het canton Elst, arrondissement Tiel en tot het departement Boven-IJssel. In Randwijk woonden toen 406 inwoners. In 1816 onder koning Willem I werd een reglement uitgevaardigd voor het platteland van de Provincie Gelderland. Er ontstonden hoofdambten, schoutambten en gemeenten. Heteren viel als schoutambt onder de Over-Betuwe met Randwijk als dorp daarbinnen.

### Tweede Wereldoorlog
In de Tweede Wereldoorlog is er in het najaar van 1944 in de omgeving van Randwijk zwaar gevochten. Randwijk lag midden in het gebied dat door de Amerikanen 'het eiland' werd genoemd tussen de rivieren Nederrijn en Waal met Dodewaard en Opheusden in het westen en Arnhem en Nijmegen in het oosten. In de serie Band of Brothers speelt de aflevering Crossroads in het gebied om Randwijk. Een beroemde actie was de succesvolle aanval van Dick Winters met ongeveer twintig paratroopers op twee Duitse SS Volksgrenadiers-compagnieën (circa 175 soldaten), die volledig werden verrast en verslagen. Op de kruising van de Randwijkse Rijndijk met de weg naar de steenfabriek 'Randwijk' staat een gedenkmonument bij de plaats waar dit gebeurde.

## Geboren in Randwijk
- Harry Zevenbergen (1964-2022), dichter en bloemlezer; stadsdichter van Den Haag 2007-2009